# 森武大和
森武 大和（もりたけ やまと）は、日本のコントラバス奏者。

## 人物
千葉県立木更津高等学校在学中、吹奏楽部に所属。コントラバスを始める。
2002年東京藝術大学コントラバス専攻入学。東京藝術大学在学中、パシフィック・ミュージック・フェスティバル2004、第6回別府アルゲリッチ音楽祭、ジャパンチェンバーオーケストラ、宮崎国際音楽祭 ルツェルン音楽祭などへ参加。
東京藝術大学卒業後、ミュンヘン音楽・演劇大学大学院へ留学。バイエルン放送交響楽団オーケストラアカデミーに在籍。
2011/12シーズンより、ドレスデン国立歌劇場管弦楽団、2012/13シーズンからは、リンツ・ブルックナー管弦楽団、2018/19シーズンからウィーン放送交響楽団に所属。2020年より、上オーストリア州立音楽学校で後進の指導にもあっている。
ウィーンを始めヨーロッパ各地でリサイタルを開催し好評を博している他、オーストリア各地で災害被災者や小児癌、難民支援などの慈善コンサートを定期的に主催している。チェコ・シマンドル国際コントラバスコンクール第1位並びフッカ特別賞受賞。